# Phorbia nuditibia
Phorbia nuditibia är en tvåvingeart som beskrevs av Assis-fonseca 1966. Phorbia nuditibia ingår i släktet Phorbia och familjen blomsterflugor. Inga underarter finns listade i Catalogue of Life.